# Ski Arena Łysa Góra
Ski Arena Łysa Góra – ośrodek narciarski położony na terenie gminy Jeżów Sudecki w Górach Kaczawskich, 10 km od Jeleniej Góry.
W skład kompleksu wchodzą:
- ponad 4 km tras narciarskich wyposażonych w oświetlenie
- sześć wyciągów: cztery talerzykowe, jeden orczyk, jeden bezpodporowy dla dzieci
- trasy narciarstwa biegowego
- snowpark dla snowboardzistów i narciarzy[2]

## Galeria

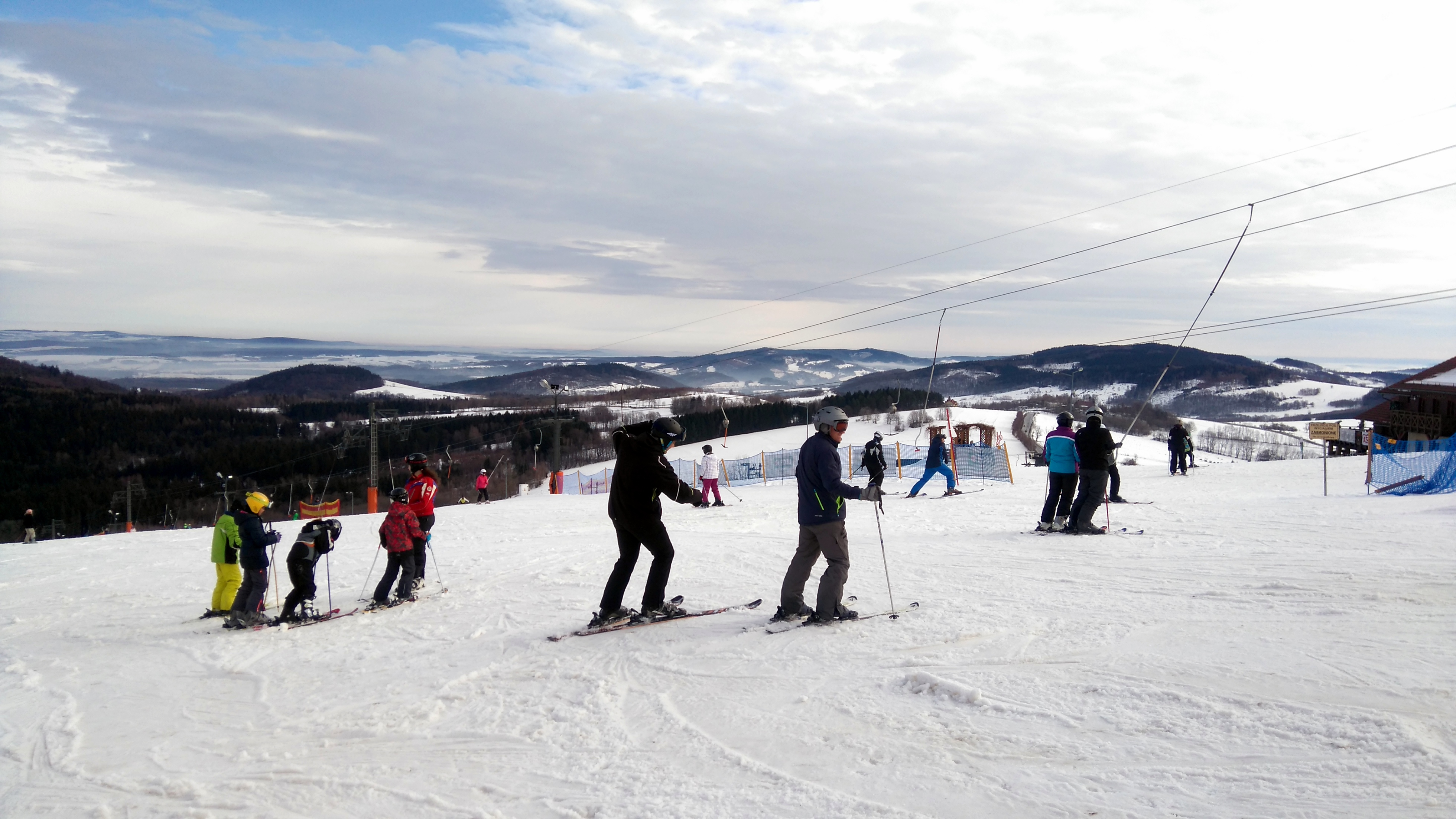
Ski Arena Łysa Góra 2017
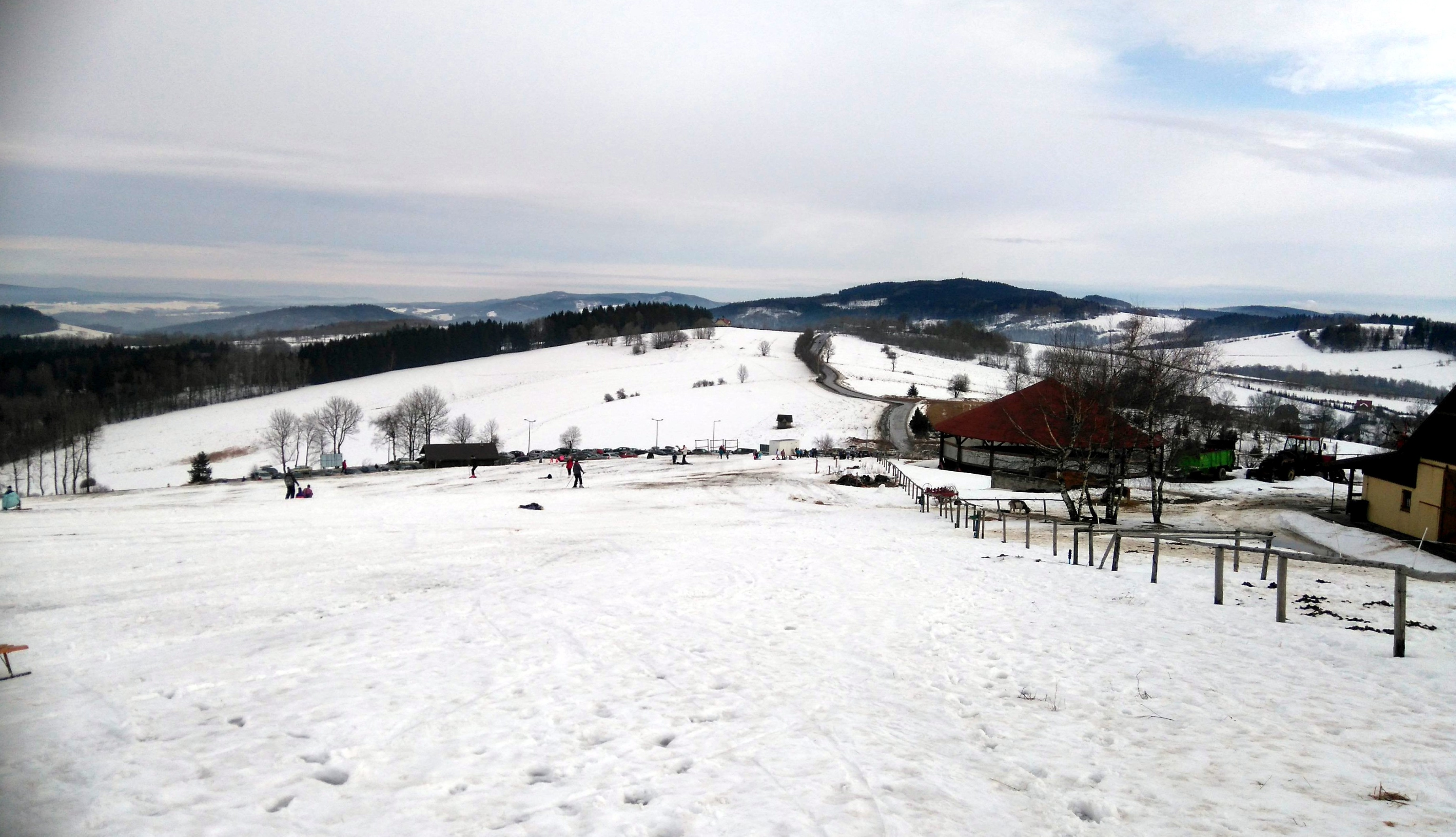
Ski Arena Łysa Góra 2017